# John Baptist Lee Keh-mien
John Baptist Lee Keh-mien (李克勉S; Tainan Hsien, 23 agosto 1958) è un vescovo cattolico taiwanese, dal 6 aprile 2006 vescovo di Hsinchu.

## Biografia
John Baptist Lee Keh-mien è nato a Tainan Hsien è nato il 23 agosto 1958.

### Formazione e ministero sacerdotale
Dopo la scuola secondaria, ha studiato cultura cinese all'Università Statale e nel 1980 ha ottenuto la laurea in agricoltura. Al termine del servizio militare, è entrato nel seminario maggiore "San Tommaso" di Taipei. Ha continuato gli studi di filosofia all'Università Cattolica Fu Jen di Nuova Taipei e nel giugno del 1985 ha conseguito la laurea. L'anno successivo è stato inviato al St Patrick's College di Maynooth per studiare teologia. Ha preso residenza nel monastero di San Colombano. Nel giugno del 1989 ha concluso gli studi ed è tornato in patria.
Nel dicembre del 1989 è stato ordinato diacono. Il 27 maggio 1990 è stato ordinato presbitero per la diocesi di Hsinchu. In seguito è stato rettore dei seminari minore e maggiore e poi parroco fino all'aprile del 1996 quando è stato inviato nelle Filippine per studi. Nel 2002 ha conseguito la laurea in diritto canonico all'Università di San Tommaso a Manila. Dal 2003 è stato rettore del seminario interdiocesano di Hsinchuang, nell'arcidiocesi di Taipei.

### Ministero episcopale
Il 6 aprile 2006 papa Benedetto XVI lo ha nominato vescovo di Hsinchu. Ha ricevuto l'ordinazione episcopale il 24 giugno successivo nella Saint Peter Junior High School di Hsinchu dal vescovo emerito di Hsinchu Lucas Liu Hsien Tang (Liu Xiantang), co-consacranti l'arcivescovo metropolita di Taipei Joseph Cheng Tsai-fa (Chen Zaifa) e il vescovo emerito di Hsinchu James Liu Tan-kuei.
Nel maggio del 2018 ha compiuto la visita ad limina.
Il 25 maggio 2020 è stato eletto presidente della Conferenza episcopale regionale cinese. È entrato in carica il 1º luglio successivo.

## Genealogia episcopale
La genealogia episcopale è:
- Cardinale Scipione Rebiba
- Cardinale Giulio Antonio Santori
- Cardinale Girolamo Bernerio, O.P.
- Arcivescovo Galeazzo Sanvitale
- Cardinale Ludovico Ludovisi
- Cardinale Luigi Caetani
- Cardinale Ulderico Carpegna
- Cardinale Paluzzo Paluzzi Altieri degli Albertoni
- Papa Benedetto XIII
- Papa Benedetto XIV
- Papa Clemente XIII
- Cardinale Bernardino Giraud
- Cardinale Alessandro Mattei
- Cardinale Pietro Francesco Galleffi
- Cardinale Filippo de Angelis
- Cardinale Amilcare Malagola
- Cardinale Giovanni Tacci Porcelli
- Papa Giovanni XXIII
- Vescovo Peter Pao Zin Tou (Tou Pao-zin)
- Vescovo Lucas Liu Hsien Tang (Liu Xiantang)
- Vescovo John Baptist Lee Keh-mien